# The Crazysitter
Pour plus de détails, voir Fiche technique et Distribution.
The Crazysitter est une comédie américaine réalisée par Michael McDonald et sortie en 1994.

## Synopsis
Lorsqu'une criminelle est libérée de prison, tout espoir de vivre une vie confortable semble impossible jusqu'à ce qu'elle se trouve une annonce pour travailler comme nounou pour deux enfants apparemment précieux. Mais quand elle décide de les vendre pour un profit rapide, elle obtient plus que ce qu'elle avait négocié. Une comédie familiale folle et intelligente dans la tradition de "Home Alone" et "Mrs. Doubtfire".

## Fiche technique
- Titre original : The Crazysitter
- Réalisation : Michael McDonald
- Scénario : Michael McDonald
- Musique : David et Eric Wurst
- Décors : Jeanne Lusignan
- Costumes : Maria K.M. Sundeen
- Photographie : Christopher Baffa et Mike Mickens
- Montage : Robert Barrere
- Producteur : Mike Elliott
  - Producteur délégué : Roger Corman et Lance H. Robbins
  - Producteur associé : Paul Di Franco
  - Coproducteur : Mike Upton
- Sociétés de production : Concorde-New Horizons et Libra Pictures
- Société de distribution : New Horizons
- Pays de production :  États-Unis
- Langue originale : anglais
- Format : couleur — 2,35:1
- Genre : comédie
- Durée : 92 minutes
- Dates de sortie :
  - États-Unis : 31 décembre 1994

## Acteurs principaux
- Beverly D'Angelo : Edie
- Ed Begley Jr. : Paul van Arsdale
- Carol Kane : Treva van Arsdale
- Brady Bluhm : Jason van Arsdale
- Rachel Duncan : Bea van Arsdale
- Phil Hartman : le vendeur
- Nell Carter : la directrice
- Lisa Kudrow : Adrian Wexler-Jones
- Steve Landesberg : Détective Bristol
- Eric Allan Kramer : Elliot
- Sean Whalen : Carl
- Tim Bagley : M. White
- Sheila Travis : Mme White
- Mink Stole : l'infirmière
- Lynne Marie Stewart : la vagabonde
- Mindy Sterling : la nounou avec le chien